# Stefka Kostadinova
Stefka Kostadinova (en búlgaro: Стефка Костадинова; 25 de marzo de 1965 en Plovdiv, Bulgaria) es una exatleta búlgara retirada especialista en salto de altura que fue campeona olímpica, mundial y europea de esta prueba.

## Biografía

### Inicios
Con solo 15 años participó en los Campeonatos de Europa Junior de 1981, donde finalizó en 10.ª posición. Su ascenso a la élite mundial se produjo en 1984 siendo todavía una atleta junior, cuando mejoró en 10 cm su plusmarca personal saltando 2 metros justos en Sofía. Acabó ese año 4ª del ranking mundial, y aunque optaba a una medalla en los Juegos Olímpicos de Los Ángeles 1984, no pudo acudir debido al boicot de los países del Este a esta cita.
En 1985 se convirtió ya en la mejor saltadora de altura del mundo, liderando con 2,06 (marca lograda en Moscú) el ránkin mundial de ese año. Además ese año se proclamó campeona mundial y europea en pista cubierta, y venció en la Copa del Mundo celebrada en Camberra.

### Récords del mundo
En 1986 estableció sus primeros récords del mundo. Primero el 25 de mayo igualó en Sofía el récord de su compatriota Lyudmilla Andonova con 2,07, y seis días más tarde superaba esta marca en un centímetro dejándola en 2,08. Ese verano boreal consiguió también su primer título realmente importante, el Campeonato de Europa al aire libre de Stuttgart, con un salto de 2 m justos.
En 1987, tras revalidar a principios de año sus títulos europeo y mundial en pista cubierta, llegó el gran momento de su carrera, el 30 de agosto en los Campeonatos del Mundo al aire libre celebrados en Roma. Siendo la mejor con diferencia, tras obtener la medalla de oro, colocó el listón a una altura de 2,09 y logró superarlo, batiendo su propio récord mundial, un récord que fue superado en un centímetro en 2024 por la saltadora ucraniana Yaroslava Mahuchikh.
En 1988 sufrió la decepción de no poder ganar la medalla de oro en los Juegos Olímpicos de Seúl, donde era la gran favorita. Sin embargo no pudo pasar de 2,01 (pese a que tres semanas antes había saltado 2,07 en Sofía) y se vio sorprendida por la estadounidense Louise Ritter que saltando esa misma altura, lo hizo en menos intentos, por lo que Ritter ganó el oro y Kostadinova la plata. El bronce fue para la rusa Tamara Býkova.

### Decepción en Barcelona '92
La carrera deportiva de Kostadinova sufrió un revés importante cuando una grave lesión en 1989 la mantuvo fuera de las pistas durante ese año y el siguiente. Cuando regresó en 1991 parecía haber perdido su antigua consistencia y dominio, además de tener que enfrentarse a nuevas rivales. En los Campeonatos del Mundo al aire libre de Tokio de ese año decepcionó por completo y solo acabó 6.ª con un pobre salto de 1,93 La alemana Heike Henkel se había convertido en la mejor del mundo en esta prueba.
En 1992, año olímpico, volvió por sus fueros, y poco antes de los Juegos hizo en San Marino la mejor marca de la temporada con 2,05. Kostadinova y Heike Henkel eran las grandes favoritas para el oro olímpico, y la búlgara esperaba tomarse la revancha de Seúl cuatro años después. Sin embargo en la capital catalana decepcionó por completo, y ni siquiera pudo subir al podio. El oro fue para Henkel con 2,02, la plata para la rumana Galina Astafei y el bronce para la cubana Ioamnet Quintero, quedando la búlgara en un decepcionante 4º lugar con un pobre salto de 1,94. Pese a todo, acabó la temporada como líder del ranking mundial con sus 2,05 de San Marino.
En los mundiales en pista cubierta de Toronto 1993, pudo tomarse una pequeña revancha al vencer a Henkel y ganar el título mundial indoor por cuarta vez en su carrera. Sin embargo en los Campeonatos del Mundo al aire libre de Stuttgart volvió a decepcionar hasta el punto de no pasar ni siquiera a la final. La campeona ese año fue la cubana Quintero. Pese a este fracaso, Kostadinova volvió a elevarse ese año por encima de los 2,05 en una competición celebrada en Fukuoka, liderando de nuevo el ranking de ese año.

### Campeona olímpica en Atlanta '96
Con 29 años cumplidos decidió tomarse un descanso en 1994, se casó y en enero de 1995 tuvo un hijo llamado Nikolai. Regresó a la competición en el verano boreal de ese mismo año y participó en los Campeonatos del Mundo de Gotemburgo sin estar en plenas condiciones, y de manera sorprendente consiguió alzarse con la victoria, por delante de la rumana Astafei y de la ucraniana Inga Babakova.
Así las cosas, llegaban los Juegos Olímpicos de Atlanta 1996, su última oportunidad para ganar el oro olímpico, único galardón que faltaba en su palmarés. Y esta vez no falló. En una competición de gran nivel, y con la griega Niki Bakoyianni presionándola hasta el final, solo ella pudo con el listón situado en 2,05, lo que le proporcionó la medalla de oro, y un nuevo récord olímpico. Y aún le quedaron fuerzas para intentar un imposible, colocando el listón en 2 metros y 10 centímetros, uno por encima de su propio récord mundial de 1987, pero falló.
En 1997 consiguió su quinto título mundial bajo techo, pero una grave lesión en su pie izquierdo durante el verano boreal, que requirió ser operada, la forzaron a poner punto final a su carrera deportiva. Tenía 32 años, y lo había conseguido todo en el salto de altura. Stefka Kostadinova está considerada junto a la alemana Ulrike Meyfarth como la mejor de la historia en esta prueba.

## Resultados
| Año  | Competición                 | Lugar        | Puesto | Marca |
| ---- | --------------------------- | ------------ | ------ | ----- |
| 1985 | Campeonato del Mundo Indoor | París        | 1º     | 1'97  |
| 1985 | Campeonato de Europa Indoor | Pireo        | 1º     | 1'97  |
| 1985 | Copa del Mundo              | Canberra     | 1º     | 2'00  |
| 1986 | Campeonato de Europa        | Stuttgart    | 1º     | 2'00  |
| 1987 | Campeonato del Mundo Indoor | Indianápolis | 1º     | 2'05  |
| 1987 | Campeonato de Europa Indoor | Liévin       | 1º     | 1'97  |
| 1987 | Campeonato del Mundo        | Roma         | 1º     | 2'09  |
| 1988 | Campeonato de Europa Indoor | Budapest     | 1º     | 2'04  |
| 1988 | Juegos Olímpicos            | Seúl         | 2º     | 2'01  |
| 1989 | Campeonato del Mundo Indoor | Budapest     | 1º     | 2'02  |
| 1991 | Campeonato del Mundo        | Tokio        | 6º     | 1'93  |
| 1992 | Campeonato de Europa Indoor | Génova       | 2º     | 2'02  |
| 1992 | Juegos Olímpicos            | Barcelona    | 4º     | 1'94  |
| 1993 | Campeonato del Mundo Indoor | Toronto      | 1º     | 2'02  |
| 1994 | Campeonato de Europa Indoor | París        | 1º     | 1'98  |
| 1995 | Campeonato del Mundo        | Gotemburgo   | 1º     | 2'01  |
| 1996 | Juegos Olímpicos            | Atlanta      | 1º     | 2'05  |
| 1997 | Campeonato del Mundo Indoor | París        | 1º     | 2'02  |

## Récords del Mundo

### Al aire libre
- 2,07 m (Sofía, 26 de mayo de 1986)
- 2'08 m (Sofía, 31 de mayo de 1986)
- 2'09 m (Roma, 30 de agosto de 1987)

### En pista cubierta
- 2'04 m (Génova, 31 de enero de 1987)
- 2'05 m (Indianápolis, 8 de marzo de 1987)
- 2'06 m (Pireo, 20 de febrero de 1988)

- Stefka Kostadinova - world record 1987 | video

## Retirada y reconversión profesional
Desde su retirada ha ocupado distintos cargos en la administración deportiva de su país. El 11 de noviembre de 2005 fue nombrada presidenta del Comité Olímpico Búlgaro (COB), cargo que actualmente ocupa.
En 2003 se convirtió en Viceministra de Deportes de Bulgaria antes de ser elegida Presidenta del Comité Olímpico Búlgaro en 2005.
En marzo de 2008, el Comité Olímpico Internacional le otorgó el Trofeo Mujer y Deporte del COI para el continente europeo, un trofeo que reconoce a las mujeres que han hecho una contribución notable al aumento de la participación de las mujeres y las niñas en las actividades deportivas en todo el mundo.
En noviembre de 2007 fue elegida vicepresidenta de la asociación mundial de olímpicos (WOA)
Fue elegida para el Salón de la Fama de la IAAF en octubre de 2012.